# Zorro l'Indomptable (film, 1936)
Pour plus de détails, voir Fiche technique et Distribution.
Zorro l'Indomptable (The Vigilantes Are Coming) est un serial américain de 1936 produit par Republic Pictures et réalisé par Ray Taylor et Mack V. Wright. Il est le troisième des soixante-six serials produits par Republic Pictures.
Ce serial a été tourné entre le 28 mai et le 17 juin 1936 sous le titre de travail The Vigilantes. Il sort deux mois plus tard, le 22 août 1936, sous son titre final. Au début des années 1950, le serial ressort sous la forme d'une série télévisée de six épisodes de 26 minutes chacun.

## Synopsis
À la suite de la découverte d'or en Californie mexicaine en 1844, des Cosaques russes menés par le Comte Ivan Raspinoff, allié au Général Jason Burr, tentent d'envahir la Californie et de la transformer en colonie russe avec Burr comme dictateur. En parallèle, ils réunissent des esclaves pour travailler dans les mines et le Général Burr a fait assassiner le père et le frère de Don Loring pour prendre possession de leurs terres riches en minerai.
A son retour, Don prend l'identité du justicier masqué l'Aigle pour les stopper et se venger.
Il est aidé par un groupe d'éleveurs californiens, combattant les hommes du Général Burr et les cosaques de Raspinoff en attendant l'arrivée des troupes américaines du Capitaine Fremont.

## Fiche technique
- Titre original : The Vigilantes Are Coming
- Titre anglais alternatif : The Mounties Are Coming
- Titre français : Zorro l'Indomptable
- Réalisation : Ray Taylor et Mack V. Wright
- Scénario : Maurice Geraghty, Winston Miller, John Rathmell et Leslie Swabacker
- Musique : Arthur Kay	(non crédité)
- Production : Republic Pictures
- Pays d’origine :  États-Unis
- Langue originale : anglais
- Format : noir et blanc — 35 mm — 1.37 : 1 — son mono
- Genre : western
- Durée : 229 minutes (12 chapitres)
- Dates de sortie :
  -  États-Unis : 22 août 1936
  -  France : 23 décembre 1949

## Distribution
- Robert Livingston : Don Loring, l'Aigle
- Kay Hughes : Doris Colton, fille de John Colton
- Guinn 'Big Boy' Williams : "Salvation"
- Raymond Hatton : "Whipsaw"
- Fred Kohler : Général Jason Burr
- Robert Warwick : Comte Ivan Raspinoff
- William Farnum : Père Jose, le prêtre
- Bob Kortman : Boris Petroff, un cosaque
- John Merton : Rance Talbot, homme de main du Général Burr
- Lloyd Ingraham : John Colton, ingénieur des mines
- William Desmond : Anderson
- Yakima Canutt : Barsam, homme de main du Général Burr
- Tracy Layne : Clem Peters
- Bud Pope : Ivan, un cosaque
- Steve Clemente : Pedro, homme de main du Général Burr
- Bud Osborne : Harris, homme de main du Général Burr
- Ray "Crash" Corrigan : Capitaine John Charles Fremont

## Production
Raymond Stedman déclara que The Vigilantes Are Coming « est un remake de L'Aigle noir, film muet avec Rudolph Valentino ». Jim Harmon et Donald F. Glut ajoutèrent que le serial est également basé sur Zorro et The Lone Ranger Rides Again, en plus du film avec Valentino. Cependant, aucune mention n'est faite sur ce point dans l'autobiographie de William Witney.
Le serial fut tourné entre le 28 mai et le 17 juin 1936 sous le titre de travail The Vigilantes. Le numéro de production du serial fut le 418.
Ce fut le premier travail de William Witney sur un serial. Il travailla comme réalisateur de la seconde équipe et comme figurant (un cosaque).

## Chapitres
|    | Titre anglais           | Durée       |
| -- | ----------------------- | ----------- |
| 1  | The Eagle Strikes       | 31 min 24 s |
| 2  | Birth of the Vigilantes | 20 min 51 s |
| 3  | Condemned by Cossacks   | 18 min 45 s |
| 4  | Unholy Gold             | 16 min 50 s |
| 5  | Treachery Unmasked      | 19 min 04 s |
| 6  | A Tyrant's Trickery     | 17 min 54 s |
| 7  | Wings of Doom           | 17 min 23 s |
| 8  | A Treaty with Treason   | 17 min 18 s |
| 9  | Arrow's Flight          | 17 min 59 s |
| 10 | Prison of Flame         | 18 min 26 s |
| 11 | A Race With Death       | 15 min 37 s |
| 12 | Fremont Takes Charge    | 17 min 45 s |

Source :,